# Hadena zerfii
Hadena zerfii är en fjärilsart som beskrevs av Dumont 1922. Hadena zerfii ingår i släktet Hadena och familjen nattflyn. Inga underarter finns listade i Catalogue of Life.